# 第二次世界大战参战国列表
第二次世界大戰參戰國是指一切直接參與第二次世界大戰的戰事或受戰事影響的國家及地區。

## 世界陣營

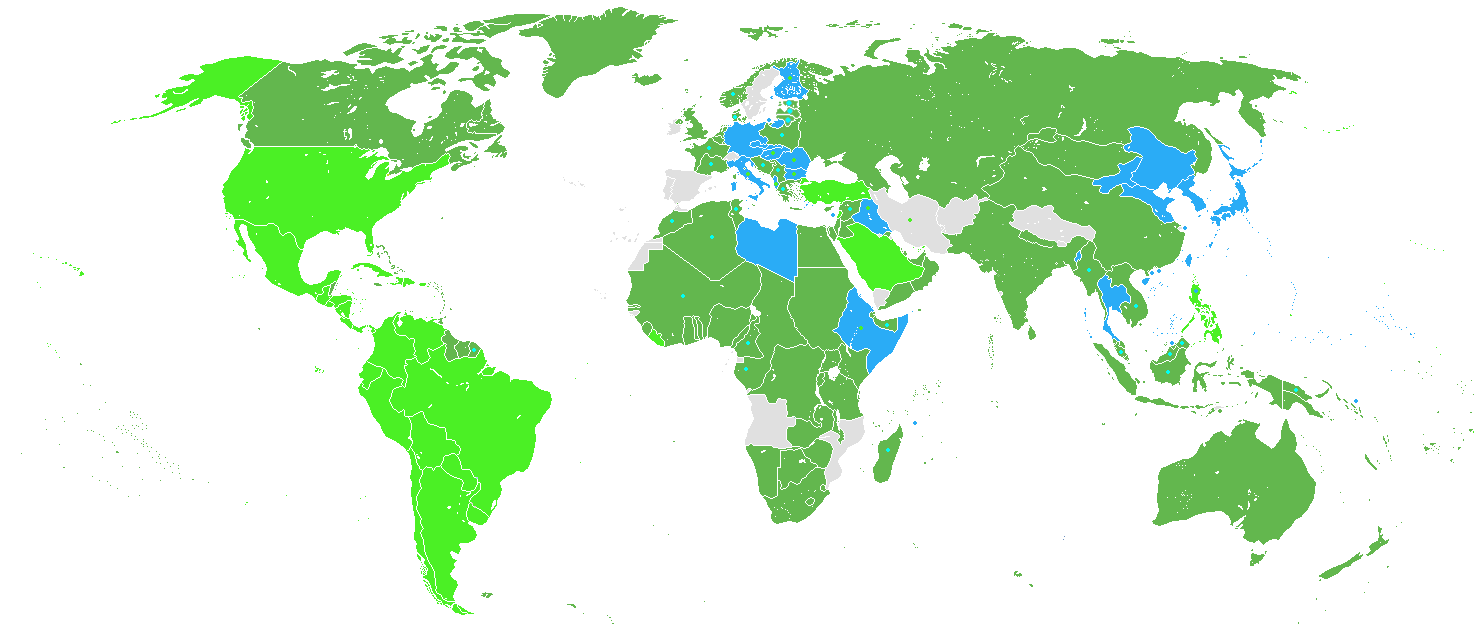

二戰爆發後，交戰雙方在世界分裂為軸心國及同盟國集團，其中大部份的國家均加入同盟國，同盟國亞洲部分起初主要以英、中為指揮核心，歐洲部分以英法軍為指揮領導，美國與蘇聯於日本突襲和德國入侵後也加入此同盟中。
具體來看，軸心國部分是由德意志國、意大利王國和大日本帝國三國為主要領導，被視為戰爭的侵略國。同盟國方面，在歐洲戰場最初是由大英帝國和法蘭西第三共和國領導，1941年6月後蘇聯加入，1941年12月7日後美國加入。
1939年9月1日，德國軍隊越過波蘭邊境，正式侵略波蘭第二共和國，標誌著二戰在歐洲正式爆發。在二戰初期，當時只有三個同盟歐洲國家向德國宣戰，他們分別是英國、法國及波蘭。可是，波蘭、比利時、丹麥、挪威、荷蘭、盧森堡及法國均無力抵抗德國的入侵，故此迅速戰敗投降，意大利在法國戰敗後加入德國一方參戰，開啟地中海及非洲戰場。到1941年初，匈牙利王國、羅馬尼亞王國和保加利亞王國在德國和意大利的領土分配下加入軸心國，但南斯拉夫王國及希臘王國親英導致軸心國入侵佔領了這兩國，這使德國極度擴張下在歐洲獨大，並且導致英國必須在歐洲單獨面對柏林和羅馬當局。在亞洲戰場，最初中國主力抵抗日本侵略，但在1941年12月7日美國因珍珠港事件後加入抗日，美國便與英國艦隊一起開始了南太平洋的戰爭。

### 軸心國
最初建立在羅馬－柏林軸心（鋼鐵協約）的概念上，以後成為三國同盟條約，軸心國不是一個正式聯盟。每個主要國家都以自己的主動性進行作戰（1939年的納粹德國、1940年的義大利王國和大日本帝國在1937年對中國以及1941年對美國）。彼此不一定互相協助，但有少許的技術或資源分享，以及戰略計劃上的合作。
隨著義大利的崩潰，納粹德國和大日本帝國成為完全分散的力量各自作戰（德國在歐洲，日本在亞洲）。雖然有些更小的獨立主權國家在軸心國這一方（匈牙利、羅馬尼亞、保加利亞、芬蘭和泰國），不過在很大的程度上戰爭主要仍由德國和日本指揮及發動。

### 同盟國
原屬同盟國的國家，主要是由英國和法國主導，承諾波蘭安全的成員國所組成。法國在秋季脫離，使得英國成為同盟國的主力國家。其他剩餘的成為多半是英聯邦國家或地區。在1936年和1937年二次大戰已經於義大利入侵衣索比亞與日本侵略中國時，在非洲與亞洲展開。但是歐洲戰場一直尚未正式進行戰事，直到1939年德國和蘇聯入侵波蘭時才爆發。隨後歐洲、太平洋與中國就成為了二次大戰的主要戰區。1944年印度派遣部隊協助英國，並幫助其自日本手中奪回緬甸。1941年蘇聯成為對抗納粹德國的主力，因此英國接受了屬於共產主義的蘇聯進入同盟國。一開始英國對於帶領蘇聯顯得缺乏信心，因為蘇聯曾是身為入侵波蘭的敵對國家，即使邱吉爾在1939年表示，蘇聯是位於德國邊界、希特勒無法攻破的最有力反納粹前線。不過在蘇聯加入同盟國後，也的確成為要努力消滅納粹德国的主要力量。1941年在日本偷襲珍珠港之後，美國正式參與了戰爭。成為了同盟國一方的美國決定支援盟軍的兩個主要战区。在此之前美國對戰爭的幫助是在於補給與運輸物資的後勤工作，但是在受到日本的攻擊後，美國開始提供了武力作戰的支援。在戰爭期間加入同盟國的國家數量多於軸心國，不僅是受到軸心國攻擊的國家參战，也有許多其他間接支援同盟國的國家，在戰爭期間與戰後都提供了許多支援，藉以取得同盟國提供的武力保護。

## 西欧和北歐

### 盧森堡
盧森堡雖然與比利時及荷蘭一樣，在二戰期間宣佈中立，力圖避免捲入德國與英法之間的戰爭。然而，德國卻無視低地國的中立原則及立場，並於1940年5月派遣軍隊取道比荷盧進入法國，以圖繞過馬奇諾防線。由於盧森堡國境狹小，故此德軍並沒有遭到任何強烈的反抗下便輕易占領盧森堡。由於盧森堡迅速被擊敗，故此盧森堡由戰爭開始到結束也從未正式向德國宣戰。希特拉在占領盧森堡後將它劃入納粹德國的版圖內，直至同盟國軍隊於1944年解放盧森堡為止。

### 比利時
比利時與荷蘭一樣，於1939年宣布為中立國。在外交上，比利時努力維持其和法德兩國的和平狀態，以避免比利時被捲入戰火之中。然而納粹德國為了突破法國的馬其諾防線，無視比利時的中立原則，於1940年5月時取道比利時的阿登高地以侵略法國，比利時亦迅速的被德軍占領。而後比利時成立流亡政府，並加入同盟國。該國勢力維持在海外殖民地如比屬剛果。比利時最後於1944年獲盟軍解放。

### 荷蘭
與鄰國比利時一样，荷兰於1939年宣布中立。1940年5月，在挪威陷落后，荷兰也在激烈的抵抗後落入德国手中。荷蘭第二大城市鹿特丹和米德爾堡遭受德軍严重轟炸。
荷兰加入同盟國後在防卫东亚地区中贡献了自己幸存的海陆军力量，特别在荷属东印度地区。日本發動太平洋戰爭後，荷属东印度迅速的被日軍占領。這使盟軍失去一些戰略物資的生產地，這些物質有金雞樹納（抗瘧疾藥之原料）及橡膠。
直到1945年荷兰本土被盟军解放，从太平洋战事到不列颠战役，荷兰一直在全球范围内与其他盟国并肩作战。荷属西印度的阿鲁巴岛上的大型炼油设施对于欧洲战事的进展起了重要的作用，特别是盟军在诺曼底登陆后。作为保护措施，一支数目可观的美军驻扎在该岛。

### 丹麥
丹麥在二戰爆發初期宣佈保持中立，可是希特拉並沒有因此而放棄侵略丹麥。1940年4月9日，德國展開「威悉演习行动」（Weserubung）計劃，取道丹麥以進攻挪威。德國聲稱這是為了防止英法首先占領挪威這個原本中立的國家，從而切斷德國從瑞典進口礦產的聯繫。弱小的丹麥在未趕及向德國宣戰下已經迅速戰敗及投降。丹麥政府在德國的支配下繼續在哥本哈根維持運作並加入《反共協定》。直到1943年，丹麥政府被迫終止運作並直接由德國的外交部接管丹麥的管治。另一方面，丹麥的附屬國冰島則於1940年5月10日被英國占領，直到1944年宣佈獨立。1945年，隨著德國的戰敗，丹麥才得到解放。

### 冰島
冰島在二戰爆發前原本是丹麥的附屬國。但自丹麥於1940年遭到德國的襲擊並迅速投降後，英國故此立即出兵並接管冰島的管治，以作為英國繼續在北大西洋地區抵抗德國入侵的海軍基地。直到1944年，冰島才宣佈獨立。

### 列支敦士登
一次大戰結束不久後，列支敦斯登便與鄰國瑞士簽訂共同貨幣與關稅的條約。隨著列支敦斯登於1919年將外交事務委託瑞士代為執行，兩國間的關係更見親密。二戰爆發後剛繼承王位的法蘭茲·約瑟夫二世決定保持公國於二戰中的中立地位，並且在軍事和外交上依賴友好鄰國瑞士的保護。
这时出现了政变。在1939年3月的政变之后，全国的社会主义者“列支敦斯登的德国全国运动German National Movement in Liechtenstein”开始了小规模活动。这个组织和其它纳粹同情者一样，在战争暴发后就消失了。

### 愛爾蘭
当时爱尔兰岛在政治上分裂為獨立的爱尔兰共和国（当时使用爱尔兰语名称“Éire”）和英國控制的北爱尔兰。

#### 愛爾蘭共和國
愛爾蘭共和國在戰爭爆發的時候，雖然是大英國協的一員，但仍保持中立，成為唯一大英國協的成員作出此舉，但也有一說愛爾蘭共和國可能迫於英國的壓力秘密參與同盟國對德國的戰爭。

#### 北愛爾蘭
北愛爾蘭作為大英帝國的一部份，充分地參與了戰爭並成為同盟國集團的一部份。北愛爾蘭在對抗軸心國的貢獻包括提供人力(約37,000 北愛爾蘭公民自願成為英國軍人並投入二戰)、食物, 工業製品及開放軍事基地。

### 德國
纳粹德国是由阿道夫·希特勒主导的欧洲战场上的重要的轴心国。隨著希特勒上台，德國便著手準備擴張和開戰。1935年3月16日，希特勒宣佈德國重整軍備，實行徵兵制，把10萬陸軍迅速擴充至60萬，破壞了《凡爾賽條約》所規定的德國軍隊人數不得超過10萬的最高限額。1936年3月7日，希特勒藉口法國與蘇聯訂立《互助協定》，違反國聯規定而進兵萊茵河非武裝地區。1938年3月12日德國兼併奧地利，1939年時又進軍捷克的蘇台德地區，並於同年3月時完全吞併整個捷克。1939年9月1日，波德戰爭爆發，英、法向德國宣戰，標誌著二戰正式於歐洲展開。
德國擊敗波蘭後，便發起戰爭攻陷了挪威、法國、比利時、盧森堡、荷蘭、丹麥在內多個西歐國家。1940年掀起不列顛戰役，大規模向英國空襲轟炸。1941年之際又侵占巴爾幹半島的南斯拉夫和希臘等地，同年6月22日發動蘇德戰爭，並占領蘇聯西部廣泛的領土，德國可謂取得空前的成功，進展順利。1943年時德國因史達林格勒戰役役嚴重失利，歐洲戰爭出現重大轉折。德軍漸漸喪失戰場的主動權，而蘇聯由防守開始轉為反攻德國。1945年4月25日，蘇聯發起柏林戰役；1945年4月30日，希特勒自殺。1945年5月8日，德國正式投降，结束了欧洲的战争。

### 英國
英國在二戰之前就是同盟國成員之一。1939年在波蘭被納粹德國入侵後，英國正式對德宣戰。自法國戰事的失敗後，盟軍狼狽撤回英國，陸軍失去作戰能力。而後德軍發動海獅計畫，意圖登陸英國。英國仰賴海軍及空軍力量，於不列顛空戰制住德軍計畫，使英國安定。在收復希臘前英國便成為歐洲唯一的同盟國。而後英國在西歐、大西洋、地中海、非洲和東南亞戰役扮演重要角色，成為戰爭期間的三大強國(英國、美國、蘇聯)之一。英國亦與英聯邦成員國合作，將成員國的軍事力量納入英國軍事陣營。
作為二戰主要戰勝國，英國成為聯合國創會成員國，也是安全理事會五個常任理事國之一。

#### 英倫海峽群島
這些位於法國沿岸外海處的群島，是擁有自治權的英國附屬地區，也是唯一在戰爭中被德國占領的英國屬地。雖然「海峽群島」在法律上並不屬於大英聯合王國，但在此仍適合將其視為其所屬的一部份。
此處在法國戰敗與英國武力撤退後被德國占領。在戰爭中他們扮演著並不積極的小角色，強大的德國軍事力量在此部屬，但這些群島並未反擊，除了一些突擊部隊偶爾會發起零星的游擊戰，因此德國部隊在戰爭結束之前一直能包圍此地
雖然幾乎所有猶太人都已經計畫在德國占領前逃離此地，但仍有許多留下來的人最後被送往「奧斯威辛集中營」。

### 法國

#### 法國（1939年—1940年)
縱使二戰爆發之前，法國已經保證會確保波蘭的安全，並且於1939年9月3日，即波蘭遭到德國入侵後48小時向納粹德國宣戰，可是波蘭的抗戰並沒有得到法國任何有效的軍事支援。相反，法國反而躲在馬奇諾防線後面。1940年5月，德國取道比利時、荷蘭及盧森堡等低地國，繞過馬其諾防線進入了法國的北部，並於1940年6月17日迅速占領 法國首都巴黎。6月25日，法國簽署停戰條約，宣佈投降。根據此項條款，法國中部和北部67%的領土疆域由德國武裝部隊來進行實質占領，而南部地區則成立由貝當執政的附庸政權：維希政府。而戴高樂將軍則往英國倫敦建立流亡政府，繼續抵抗德國。
作為二戰主要戰勝國，法國成為聯合國創會成員國，也是安全理事會5個常任理事國之一。

#### 自由法國
以英國倫敦為總部的「自由法國」「法國國家委員會」在1940年成立，以維持法國參與同盟國的戰爭及解放遭德國占領的法國領土，在其後的地中海戰役和解放法國起關鍵作用。

#### 維希法國
法國在二戰中淪陷後，德國便將法國原有的領土分為「占領區」和「非占領區」。1940年6月德國侵占巴黎後，以貝當為首的法國政府向德國投降，並1940年7月政府所在地遷至法國中部的維希（Vichy），故得此名。正式國號為法蘭西國，統治大約60%的法國領土。縱使維希法國沒有直接參與二戰的戰事並聲稱中立，但實際是軸心國成員國。副總理皮埃尔·赖伐尔多次尋求法國加入軸心國的戰事，但遭到總理貝當否決。維希法國在戰爭期間受到盟軍轟炸，1942年，德國占領整個法國，但仍容許維希政府繼續存在。戰後，赖伐尔被控叛国罪遭到處決，而貝當最初也被判處死刑，但因一戰的功績以及年紀老邁而被戴高樂總理改判為終身監禁。

### 瑞士
瑞士試圖在戰爭期間維持其中立國的角色，但是德國對其邊境的威脅與軍事動員，促使瑞士進入備戰狀態。在德軍於1939年9月1日入侵波蘭後，瑞士隨即在三天內動員完畢。雖然納粹和義大利於1940年策劃了代號為聖誕樹行動（Operation Tannenbaum）的瑞士侵略計畫，但是最終未被執行，因為在這個時候希特勒比較希望把心力投注在侵略英國上，而不願造成資源的分散、浪費。不同於荷蘭、比利時及其他西歐國家輕易就被攻陷，瑞士擁有強大的軍隊以及山勢的屏障，使得侵略行動更為耗時、困難。
雖然身為中立國家，瑞士仍未能自戰事中脫身。在戰爭初期，許多德國飛機因為侵略瑞士領空而被瑞士戰鬥機擊落。數百架同盟國與軸心國的飛機被迫降落在瑞士的機場而被拘留，其機組員直到戰爭結束才被釋放。此外，有幾個瑞士城市意外地被同盟國轟炸。
雖然瑞士政府是反納粹的，但軍隊並未直接介入歐洲戰場。瑞士也因此在整個戰爭期間中，能成為西歐國家裡唯一一個無異議的中立國。瑞士在戰後捲入一項爭議事件：他們將那些納粹屠殺受害人以及納粹政府存入瑞士銀行的資產占為己有。

### 瑞典
瑞典雖然在二次大戰期間維持了名義上的中立，不過事實上有相當數量上的瑞典人民自願參與冬季戰爭及繼續戰爭以協助芬蘭對抗蘇聯。除此之外，瑞典亦向納粹德國提供許多資源及物料，尤其是高質素的鐵礦，使德國能強化自己的武器和戰機。另外值得留意的是，同盟軍是藉挪威戰場迫使瑞典加入戰爭。

### 挪威
挪威在第二次世界大戰爆發初期保持中立。但是，希特拉為了防止德國被強大的英國海軍力量切斷原材料及石油的供應，以及拉攏這些中立的國家對抗德國，故此決定先發制人。除此之外，希特拉更希望透過控制挪威，利用挪威西岸的海港來擊敗英國海軍。1940年4月9日，德國展開「威塞爾演習」（Weserubung）計劃，進攻丹麥和挪威。英國海軍最初成功地封鎖了挪威港口，並且在挪威登陸。但是德軍撤退到挪威腹部山地並據此堅守。英國軍隊無法肅清德軍，於是在破壞了挪威港口設施後撤退。挪威隨後迅速被德國占領，挪威政府被迫離開首都奧斯陸，並於英國建立流亡政府，繼續抵抗納粹德國。
德國占領挪威後，希特拉隨著即展開一個具爭議性的計劃，就是在挪威領土上製造原子彈。1944年2月2日，英國軍隊成功破壞及擊沉用作製造原子彈的機械和船隻，減慢了德國製造原子彈的計劃。
1944年，蘇聯軍隊開進挪威北部。1945年5月8日，駐守挪威的德軍向盟軍投降。戰後的挪威回復獨立的身份，並且加入北約。

### 芬蘭
根據蘇德互不侵犯條約，芬蘭被劃為屬於蘇聯的勢力範圍。其後芬蘭因「莫洛托夫－里賓特洛甫條約」（Molotov-Ribbentrop Pact）而脫離蘇聯的勢力。當他們拒絕讓蘇聯在其領土上建立據點後，遭受到蘇聯率軍入侵，這場戰役即是1939年11月30日－1940年3月13日的「冬季戰爭」。在戰爭後芬蘭尋求英國與瑞典的協防，但卻受到蘇聯的威脅與德國行動的阻撓。之後芬蘭尋求與納粹德國間建立更好的關係，以對抗來自蘇聯日益加深的壓力。兩國間因此產生的合作關係，卻引起蘇聯在「巴巴羅薩作戰行動」開始後，先發制人的從海陸一起攻擊芬蘭，隨後芬蘭亦發動攻擊，因此也開啟1941年6月25日持續到1944年9月4日的「繼續戰爭」，此時芬蘭是站在納粹德國一方的合作國家，芬蘭的作用可提供德軍控制蘇聯北極地區，芬蘭亦可擴大领土，建立大芬蘭。芬蘭攻勢迅速，8月攻占了維堡、10月占领了东卡累利阿和彼得罗扎沃茨克，嚴重威脅蘇聯的北面，但芬蘭卻無法佔領摩爾曼斯克，英國則在1941年12月6日對芬蘭宣戰，不過英國卻從未真的對芬蘭進行戰事。為了確保軍隊支持，其必須在諾曼地登陸的起使日（D-Day）前，為中止蘇聯的第四戰略攻勢（Fourth strategic offensive）完成協調工作，其在1944年6月26日簽署了「李提-里賓特洛甫協議」（Ryti-Ribbentrop Agreement），根據此協議芬蘭與納粹德國成為互助的軸心國聯盟。1944年9月，羅馬尼亞和保加利亞投降，10月芬蘭與蘇聯達成停戰協定，芬蘭被要求驅逐所有在芬蘭境內的德國部隊，導致1944年9月15日持續至1945年4月25日的「拉普蘭戰爭」。最後芬蘭與英國和蘇聯締結的和平條約為1947年的「巴黎和平條約」。

### 奧地利
德國自希特拉上台後就展開領土擴張活動，第一個目標便是同文同種的奧地利。1930年代中期，納粹運動已經波及到了奧地利，在得到了意大利不干預的保證後，1938年3月12日，德國正式兼併奧地利，德軍開進維也納。在「一個民族，一個帝國，一個元首」（Ein Volk， ein Reich， ein Fuhrer!）的口號下，奧地利人走上街頭，瘋狂地擁護「自己的民族、自己的帝國」軍隊的到來，奧地利終於成了第三帝國下轄的一個省。1945年軸心國戰敗後，同盟國便控制奧地利。1955年，奧地利恢復獨立，並維持中立。

## 東歐

### 蘇聯
蘇聯參與二次大戰的開端，始於1939年和日本於蒙古進攻的「Halhin Gol戰役」（亦稱short border war）。在同年稍後的期間，因為受到「蘇德互不侵犯條約」的保護，蘇聯在德國占領波蘭西部大約三個星期後，也占領了波蘭東部地區。在接下來的11個月當中，蘇聯又占領了波羅的海國家（包含愛沙尼亞、拉脫維亞與 立陶宛）。  	
在芬蘭拒絕蘇聯進駐與領土交換的要求之後，蘇聯在1939年11月30日發起了「冬季戰爭」攻擊芬蘭，因此芬蘭開始親德。蘇聯亦併吞了比薩拉比亞（羅馬尼亞的一省），致使羅馬尼亞與德國結盟。匈牙利在德國主持下獲得了北特蘭西瓦尼亞、斯洛伐克南部及南斯拉夫边境地區，匈牙利和德國結盟，保加利亞亦與德國結盟。德國在1941年對蘇聯展開「巴巴羅薩作戰行動」。在此之後，多數蘇聯和德國的軍事主力是放在「東方戰線」，在此處蘇聯扮演了對抗納粹德國的決定性的角色，德國为战争而准备的大部分人力及资源均消耗在东线战场，苏联付出了极为惨痛的代价，为其他同盟国军队的修整和重集结争取了时间，对欧洲战场的最终胜利起到了决定性作用。
蘇聯紅軍在冬季成功的組成反擊防線，並且在1943年更積極取得了一連串的勝利，並在1945年蘇聯最後推進到西歐與德國時達到最高點，最後以柏林戰役作為終結。蘇聯受到了比任何其他參戰國都還要重大的損失，包含了百姓與軍隊武力的折損。隨著歐洲戰事結束以及美國在廣島投下原子彈，蘇聯也在1945年對日本宣戰。蘇聯也因此成為主要的戰勝國之一，取得了「聯合國安全理事會」常任理事國的位置。在戰後蘇聯的勢力範圍遍及了多數的東歐地區，並組成了「華沙公約組織」以抗衡西方的同盟國和「北大西洋公約組織」。在冷戰期間蘇聯被視為是兩大超級大國之一。

### 愛沙尼亞
根據德國與蘇聯之間締結的「蘇德互不侵犯條約」，愛沙尼亞被劃入成蘇聯的勢力範圍。德國與波蘭爆發戰爭後，波蘭的潛水艇「奧澤爾號」（ORP Orzeł）逃到愛沙尼亞首都塔林 ，引發「奧澤爾事件」（Orzeł incident）。此時正與波蘭開戰的蘇聯，指控愛沙尼亞庇護「奧澤爾號」而沒有將其驅離。蘇聯威脅愛沙尼亞若不同意協助對抗納粹德國的決議，將對其掀起戰爭。此決議要求其允許蘇聯在愛沙尼亞建立基地。由於愛沙尼亞政府確信若對蘇聯進行抵抗，勢必不可能取得勝利，因此在1939年9月28日接受了此項要求。
蘇聯於1940年6月利用在愛沙尼亞的駐軍強迫愛沙尼亞政府下台，扶植親蘇的新政府上台。新政府在1940年7月20日宣布「愛沙尼亞社會主義共和國」成立（簡稱ESR），後更名為「愛沙尼亞蘇維埃社會主義共和國」。新政府向蘇聯「請求合併」並獲得「接納」，在1940年8月6日正式成為蘇聯的一個加盟共和國。
蘇德戰爭爆發後，愛沙尼亞於1941年被德國占領。許多愛沙尼亞人站到納粹德國的一邊對抗蘇軍，並參與猶太人最終解決方案以及一些不利於蘇聯與白俄羅斯人民的行動。蘇聯在1944年重新奪回愛沙尼亞，並重建了「愛沙尼亞蘇維埃社會主義共和國」，一直到1991年之前愛沙尼亞都屬於蘇聯的一部份。

### 拉脫維亞
1939年，拉脫維亞被迫接受蘇聯軍隊進入其境內駐防。1940年，蘇聯以吞併愛沙尼亞的同一手段吞併拉脫維亞。1941年德軍佔領拉脫維亞後，許多納粹黨衛隊與拉脫維亞志願者所組成的反游擊組織集結成隊，並參與了猶太人大屠殺與其他不利於平民的殘暴行動。部分拉脫維亞組織加入红軍，特別是為了參與莫斯科保衛戰，但也遭遇重大的傷亡。

### 立陶宛
立陶宛起初因納粹德國占據梅梅尔（Memel）而對其保持敵意，此處在1923年被立陶宛占領前已隸屬普魯士好幾世紀，而在大戰爆發前的1939年春天又平和的歸還到德國手中。
立陶宛稍後與拉脫維亞和愛沙尼亞在毫無武力抵抗的狀況下，一同被蘇聯併吞。此舉使得立陶宛人民在德軍占領蘇聯時，站到了德國的那一邊。
立陶宛為納粹的目標提供極大貢獻，其參與了猶太人大屠殺並提供軍隊的各項補給。但是在最後瞭解到納粹將會把他們視為「下等人」（Untermensche）或「低等人民」之後，他們在蘇聯擊退德國之际改變了立場。

### 羅馬尼亞
羅馬尼亞王國一開始與戰爭的連結，是在1939年提供波蘭政府「羅馬尼亞橋頭堡」（Romanian Bridgehead）的運輸權，以及財力和軍隊方面的支援。1940年期間，在蘇聯入侵威脅下，羅馬尼亞被迫割讓部分領土予蘇聯、匈牙利王國和保加利亞王國。其後經過1941年春，原本支持安東内斯庫法西斯政府的铁衛團動亂，平定之後羅馬尼亞加入軸心國。身為軸心國的一員，羅馬尼亞人在戰事中的貢獻幾乎都是在歐洲前線的部分。舉例來說像是在蘇德战争其參與了奧德薩戰役，羅馬尼亞軍隊獨力占領了奧德薩，德國将摩尔多瓦及烏克蘭西南部等領土割予羅馬尼亞。隨著戰爭接近尾聲時蘇聯部隊攻入羅馬尼亞，國王發動了政變推翻了安東內斯庫，此時的政府也被蘇聯指派者所取代。其加入了同盟國，在戰爭尾聲中成為同盟成員。羅馬尼亞在戰後的「華沙公約」中成為關鍵性一員，羅馬尼亞社會主義共和國。

### 保加利亞
保加利亞王國是德國的次要盟友，並且在1941年3月1日簽署了「三國同盟條約」。其主要貢獻是提供納粹德國在對抗南斯拉夫與希臘時的過境權利。保加利亞占據了希臘的馬其頓、塞薩洛尼基與南斯拉夫的馬其頓地區、科沃夫，但是並未參與入侵蘇聯的行動。
在1944年年9月初，蘇聯佔領了羅馬尼亞，迫使羅馬尼亞向德國宣戰，苏軍迫至羅保边境，8日保加利亞投降，王室被罷黜，奪權的保加利亞共產政府向德國宣戰。此事是發生在9月9日共產黨指揮的軍事政變称九月革命，而蘇聯軍隊同時進駐當地後的同時。四支保加利亞的軍隊攻擊在南斯拉夫的德軍，而一份與同盟國之間的停戰協議於1944年10月28日在莫斯科簽署。在德國自南斯拉夫撤退後，保加利亞的第一軍團仍繼續進攻匈牙利與奧地利。之後在多瑙河遭遇到德軍的反擊抵抗。
保加利亞參加二次世界大戰的終點，是在1945年5月士兵們於克拉根福與同盟的英國軍隊並肩作戰時。超過一萬人的保加利亞軍隊死於對抗納粹的戰鬥中，大約有三萬名士兵負傷。

### 捷克斯洛伐克
捷克在第二次世界大戰中遭到納粹德國的解體，肇因於內維爾·張伯倫在1938年與希特勒簽訂的 慕尼黑協定，以及同意將奧地利判給德國與義大利的「綏靖政策」。由約瑟夫·提索所領導隸屬於納粹的傀儡政權最後被併入斯洛伐克。部分斯洛伐克南部地區則被匈牙利併吞。自1940年開始，一個由捷克總統愛德華·貝奈斯在倫敦所成立的流亡政府，被同盟國勢力所承認。「斯洛伐克國家起義」行動（Slovak National Uprising）於1944年點燃，但是在10月份被德國武力所撲滅，然而游擊隊仍持續在山區間進行戰鬥直到大戰結束。在1945年4月蘇聯軍隊打敗了德國，並且趕走了約瑟夫·提索的政府，亦同時占領了斯洛伐克東部的喀尔巴阡乌克兰，成為「蘇維埃社會主義共和國聯盟」的一部份。

### 匈牙利
1919年，匈牙利首都布達佩斯發生共產黨暴動並成立以庫恩為首的共產政權，許多不滿共產主義的民眾便支持霍爾西驅逐貝拉·庫恩。霍爾蒂其後便掌握政並建立軍事獨裁體制。
在二戰期間，匈牙利王國是納粹德國在歐洲的重要盟友之一。匈牙利為了占領捷克斯洛伐克及羅馬尼亞兩國匈牙利人的居住地區而選擇加入軸心國。1940年11月20日，匈牙利簽署三國公約。故此，匈牙利領土在二戰期間得而擴大了。 1941年，匈牙利聯同德國參與侵略南斯拉夫和蘇聯的戰爭。直到1944年11月，匈牙利是德國在歐洲最後的一個盟友，當霍爾蒂有意退出戰爭並打算與同盟國簽署停戰協定時，霍爾西政權便被德國推翻並佔領了匈牙利，扶植了以箭十字黨為首的政權。而霍爾西本人更被德軍挾持至柏林。戰後的霍爾西被南斯拉夫以戰爭罪要求引渡，但是被聯合國阻止。
1945年1月，蘇聯紅軍進占匈牙利全境。1946年2月1日宣佈成立匈牙利共和國、2月13日匈牙利王室投降。1949年通過憲法，改稱為匈牙利人民共和國。

### 波蘭
波蘭是同盟國中第一個戰敗的國家。1939年9月1日爆發德波戰爭，波蘭被德國及蘇聯入侵，最終波蘭領土被兩國瓜分，德國在新征服的領地上成立波蘭總督府。波蘭第二共和國先後逃往巴黎及倫敦成立流亡政府。許多波蘭部隊與軍人逃離了自己的國家，並且被併入英國的軍事隊伍中。波蘭的飛行員亦在「不列顛空戰」扮演一定的角色。波蘭本土則掀起抵抗運動，反對德國佔領。數百萬名波蘭人因反抗而被德國佔領當局送到集中營。波蘭是同盟國內排行第四的貢獻者，僅位於美國、英國與蘇聯之後。

### 南斯拉夫
1941年4月6日清晨5點15分，德國、意大利、匈牙利及保加利亞軍隊開始襲擊南斯拉夫。貝爾格萊德及其他主要的南斯拉夫城市遭到軸心國的空軍轟炸。4月17日南斯拉夫派出代表與德國簽署停戰協定，以結束17天以來抵抗德國防衛軍的戰事。事後有超過三十萬南斯拉夫官員及士兵被囚禁。
軸心國勢力占領並肢解了南斯拉夫，建立克羅埃西亞獨立國為納粹傀儡政權，由克羅埃西亞的法西斯组织乌斯塔沙統治，但其行動在1941年之前卻也相對受到限制。德軍占領了波士尼亞和赫塞哥維納原屬於塞爾維亞與斯洛維尼亞的地區，而其他部分則由保加利亞、 匈牙利和意大利所占領。
南斯拉夫抵抗運動力量最初是分為兩支隊伍：由共產黨領導的南斯拉夫遊擊隊和保皇派的南斯拉夫祖國軍（又稱“切特尼克”），當時保皇派正在通敵轉向軸心國及失去國際上作為抵抗運動的支持。經過早期的合作後，雙方很快就開始了互相戰鬥。最終南斯拉夫祖國軍基本上結束了與南斯拉夫遊擊隊合作與佔領軍交戰，開始與軸心國合作攻擊鐵托的部隊，和接受不斷增加的補給援助（特別是從義大利王國）。
在大戰期間，共產主義政體領導的南斯拉夫游擊隊是實際上解放地區的治理人，南斯拉夫人民解放軍組成了「人民委員會」來運作人民政府。在1941年秋天，游擊隊在解放的塞爾維亞西部地區，建立了烏日策共和國。但是在1941年9月，當多數的游擊武裝勢力逃到波士尼亞時，德國部隊再度占領了這一地區。
1942年11月25日，「南斯拉夫反法西斯人民解放委員會」（Anti-Fascist Council of National Liberation of Yugoslavia，簡稱AVNOJ）]於比哈奇進行集會 。委員會於1943年11月29日再度於亞伊采集會，並且為國家戰後的組織建立了行動綱領，亦成立了聯邦政府（這一天即是戰後進行慶祝的「共和國日」）。
南斯拉夫人民解放軍在1944年成功的自塞爾維亞驅逐了軸心國勢力，並在1945年趕走了其餘的德国軍隊。蘇聯紅軍援助了在貝爾格勒與其他地區進行的解放運動，但在戰爭結束後便撤軍。1945年5月，南斯拉夫人民解放軍在同時接管第里雅斯特與部分屬奧地利的南方省分施蒂利亞州與克恩頓州之後，與同盟國在舊時的南斯拉夫邊界外會面，此處是以來自斯洛維尼亞（及克羅埃西亞的伊斯特拉縣）的移民人士占主導優勢的地區。然而南斯拉夫人民解放軍在同一年的6月仍然自施蒂利亞撤軍。1945年3月8日南斯拉夫聯盟政府在貝爾格勒成立與狄托出任首相和伊萬·舒巴希奇作為外交部長。國王彼得二世同意在結束統治流亡之前等待全民公決結果。11月29日，根據壓倒性投票結果，彼得二世被南斯拉夫制憲大會廢黜。同一天在貝爾格勒舉行的南斯拉夫議會第一次會議期間，南斯拉夫聯邦人民共和國作為一個社會主義國家建立。約瑟普·布羅茲·狄托被任命為總理。

### 阿爾巴尼亞
在德國吞併捷克一個月後，意大利亦於1939年4月7日占領位於巴爾幹半島的阿爾巴尼亞。阿爾巴尼亞因無力抵抗意大利的侵占而最終淪為意大利入侵希臘的踏腳石。在這場戰役失敗之後，希臘軍隊發起了反擊行動，並且搜查逮捕原從屬於義大利的阿爾巴尼亞人。當1941年「德國巴爾幹戰役」結束之後，阿爾巴尼亞成為了義大利游擊隊在巴爾幹半島的基地，但是在1943年義大利變更位置後由德國的武力所取代。恩維爾·霍查领导的阿尔巴尼亚共产党参与了抵抗运动并成为阿爾巴尼亞人主要的抵抗軸心國力量。1944年底，阿爾巴尼亞全國获得解放。

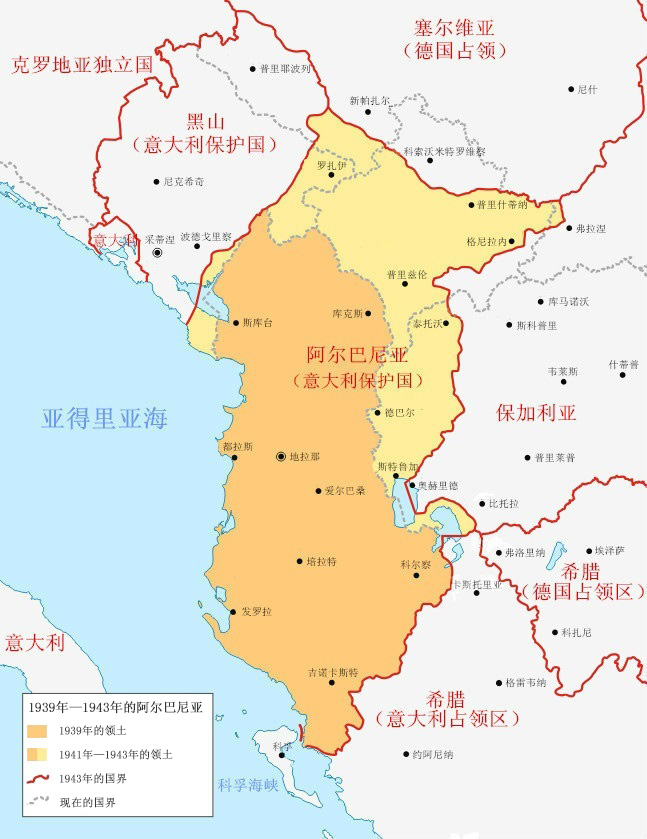
1939年－1943年的阿尔巴尼亚

## 南歐

### 安道爾
安道尔在二战期间正式的保持中立。在战争开始，由于西班牙内战的缘故，国内仍有法军小分队駐紮，但这些军队在1940年撤离安道尔。法国沦陷后，维希政府的首脑菲利普·贝当（Philippe Pétain）被宣布为安道尔新的法方统治者。在德国1942年入侵维希法国后，一支德军在靠近安道尔边界的卡萨隘口（Pas de la Casa）附近移动，但是没有越过边界。作为反制措施，一支西班牙军队在乌赫尔（La Seu d'Urgell）集结，但也一直保持在安道尔国界外。1944年夏尔·戴高乐（Charles de Gaulle）建立新的法国临时政府，并宣布重新拥有对安道尔的宗主权。他命令法国军队占领安道尔，以作为维持秩序的“预防性措施”。在整个战争期间，安道尔一直被作为西班牙和维希法国之间的“走私”通道，也是难民逃离德占区的途径之一。

### 賽普勒斯
賽普勒斯在二戰保持中立。

### 希臘
自從意大利於1939年4月侵占阿爾巴尼亞，墨索里尼繼續意圖染指和擴大其在東南歐的勢力。
1940年10月，意大利攻擊希臘。可是不久希臘軍隊便擊退意大利的侵略，並迫使意軍退回至阿爾巴尼亞，成為同盟國在歐洲大陸戰場首次的勝利，也迫使希特勒延遲入侵蘇聯的計劃至六星期。德軍在希臘克里特島也遇到頑強的抵抗，導致多達7,000軍人傷亡。這次戰敗既消除了德軍對蘇聯、馬爾他、塞浦路斯、蘇彝士運河進行大規模空襲的圖謀。

### 意大利
義大利王國於開戰前由墨索里尼政府領導。是德國在歐洲最緊密的盟友同時也是領導國之一。早在進入第二次世界大戰時已陸續占領衣索比亞與阿爾巴尼亞，擁有阿爾巴尼亞、希臘部份島嶼、義屬東非及義屬利比亞。義大利並意圖將勢力擴展到全地中海區域及中東地區。儘管義大利王國早與納粹德國簽有「鋼鐵條約」（Pact Of Steel），但義大利直到1940年6月10日德軍成功入侵法國後才加入戰爭。
參戰的義大利計畫對抗法國來獲取同盟國的領地。但義大利的戰事結果並不順利，包含對抗希臘的戰役與地中海的部分。1941年2月義屬東非被盟軍佔領，4月參與了入侵南斯拉夫及希臘，6月随德國對蘇聯宣戰。至1942年義大利已控制了法國南部(隆河東面的全部領土)、科西嘉島、突尼西亞、盧比安納、達尔馬提亞北部、黑山、希臘和義屬利比亞。在1943年同盟國進入義大利，而墨索里尼政府隨之垮台。由佩特羅·巴多格裡奧將軍（Marshal Pietro Badoglio）組成的新政府與同盟國簽署了一份停戰協議。希特勒命令德軍執行軸心行動占领義大利北部地區，其亦協助墨索里尼在義大利北部建立起傀儡政府，即為義大利社會共和國（另一為人熟知的名稱是薩羅共和國，是以政府所在地命名）。此時王室政府仍控制著南部地區，很快的隨著盟軍推進至義大利北部又重建了整個義大利。戰後義大利被迫割讓伊士特里亞半島（Istria）給南斯拉夫。義大利也成為北大西洋公約組織的會員國。

### 馬爾他
馬爾他在二戰期間是英國殖民地。1939年9月5日，馬爾他的立法機關重申馬爾他人民對英國的忠誠。
從1940年6月至1942年12月，馬爾他是地面上受到轟炸最多的地區之一。此地成為二次大戰中最努力對抗卻被圍困的殘破戰區，部分歷史學者稱這處的戰役為「地中海之史達林格勒」（The Mediterranean Stalingrad，相關資料可見史達林格勒戰役）。因此英國國王佐治六世也授與馬爾他群島「喬治十字勳章」（George Cross）做為獎勵，在1942年4月15日國王給當地總督威廉·杜比（William Dobbie）的信上寫著：「為榮耀此地勇敢的人民，我授與喬治十字勳章給馬爾他這個要塞島嶼，以見證其萬古留名的英勇與貢獻。」
此地人民在敵人以空軍襲擊和海軍封鎖下所展現的剛毅特質，都可從其忍受飢餓致死卻仍不屈服的情況下被窺見，也因此他們贏得了大不列顛帝國與其他同盟國的廣泛讚揚。喬治十字勳章被編入馬爾他國旗中，在其飄揚之處都可被人們瞻仰著，像是聯合國或是近代的歐洲議會所在之地。

### 摩納哥
尽管摩纳哥国王路易二世强烈同情法国，但是他在二战期间一直尽力保持摩纳哥的中立地位，
并且支持他在军队中的老同事——维希法国政府的贝当。然而，他的王权受到国内冲突的严重挑战，这部分上来自于他的犹豫不决，也由于国民的大多数都有意大利人血统，因而他们支持意大利墨索里尼的法西斯政权。
1942年11月6日，德國進駐维希法國，意大利军队進駐法國東南部、攻占了土倫和科西嘉島等地，亦順道侵入并且占领摩纳哥。此后不久，在墨索里尼在意大利垮台后，德国军队占领摩纳哥，并开始驱逐犹太人。被驱逐的犹太人中包括勒内·布卢姆（René Blum）—蒙特卡罗歌剧院（Opéra de Monte-Carlo）的创办者，他后来死于纳粹集中营。在路易二世的密令下，自身也经常处于危险境地的摩纳哥警察会在德国秘密警察出发逮捕某人前提前警告他。

### 西班牙
早在1937年發生西班牙內戰時，義大利的特種部隊「Corpo Truppe Volontari」、德國的禿鷹軍團及蘇聯的自願軍介入該內戰。該內戰也是二戰前德義蘇三國檢驗新戰術的試煉場。佛朗哥在獲得德義兩國軍事協助後，最終統一西班牙。由於內戰剛剛結束，本身沒有足夠資源與能力再發動戰爭，佛朗哥與希特勒對於西班牙參戰的事宜也未達成共識。所以並未直接的支持德國，西班牙仍被視為非參戰國家。然而西班牙仍遣送志願軍至德國組成「藍色師团」（División Azul），參加對抗蘇聯的戰爭。當同盟國一方顯露出勝利的契機之時，西班牙政府則變的更為中立，最後在1943年7月發布了中立宣言。此外，西班牙也默許西歐的猶太人進入西班牙躲避納粹的屠殺。

### 葡萄牙
當時在獨裁者，總理薩拉查統治下的葡萄牙，宣布維持中立，但是同時和軸心和同盟國兩方友好：一方面提供亞速尔群島作為同盟國的基地，另一方面又亲近轴心国集团，因此維持了自身的法西斯獨裁統治。葡萄牙盛產軍火工業中極為重要的鎢礦，占全歐洲的90%產量，薩拉查同時向交戰兩方輸送鎢礦，賺取了相當大的利益，獲悉的利潤達到當時的一億七千萬美元。直到1944年6月7日，也就是同盟國在諾曼第登陸的隔日，才宣布對納粹德國禁運鎢礦。此外，葡萄牙首都里斯本也是同盟國和軸心國諜報戰的重要據點，不少西歐國家的難民，包括猶太人也進入葡萄牙躲避戰爭。

### 聖馬力諾
由於聖馬力諾为意大利的内飞地，全國國境为意大利所包圍，故此聖馬力諾長期與意大利保持親密而深厚的關係。在二戰期間，聖馬力諾與意大利站在一起，於1940年同時向英國宣戰。直到意大利在二戰後期戰敗投降後，聖馬力諾才匆匆宣佈其中立。1944年9月21日，聖馬力諾轉而向納粹德國宣戰。

### 梵蒂岡
梵蒂岡於第二次世界大戰期間，仍依照《拉特蘭協議》的協定，保持中立。當時教宗為庇護十二世。

## 非洲

### 埃及
埃及在1936年成為完全獨立的國家，但是英國部隊仍然在蘇伊士運河進行防衛工作。根據一項防衛協議，仍允許英國部隊在戰時可將埃及當作軍事基地。埃及因位處於蘇伊士運河的入口位置，因此同時被軸心國與同盟國視為重要的軍事樞紐。埃及政府在大戰期間仍正式的保持中立立場，但國王法魯克一世仍允許英國軍隊將埃及當作軍事基地，並且讓英國使用其所屬的海軍軍隊。在一開始義大利將埃及視為目標，但是在一次遭受由阿奇博爾德·珀西瓦爾·韋維爾領導的英軍武力重挫之後，德國由埃爾溫·隆美爾將軍所率領的一師，不得不進入緊急狀態。
隆美爾在利比亞與埃及北部的沙漠地帶取得勝利，而事實上他們已經推進到離開羅僅距100英里以內的地方，並且成為同盟國（尤其是英國）的主要威脅勢力。革命勢力的幹部們終於在1942年取得了政權（由納賽爾領導），並密謀支持德國推進至埃及的計畫，因為其將德國的勝利，視為從英國殖民占領中解放埃及的機會。

### 南非
作為英聯邦的成員，南非跟隨英國在1939年9月6日向德國宣戰，南非部份省份並在盟軍的指示下參與歐洲戰事。雖然該國有親納粹分子，但都遭總理揚·史末資鎮壓。

### 埃塞俄比亞
埃塞俄比亞在1936年被意大利侵占，但在1941年被英國解放，國王海尔·塞拉西一世流亡後隨即重返皇位。

### 摩洛哥
大部分的摩洛哥地區，在二次大戰時是受到法國的保護。當法國戰敗後，摩洛哥則被「維琪法國」政權所控制，因此雖然在此仍有活躍的反抗運動進行著，但摩洛哥很自然的就成為軸心國這方的成員。1942年11月，同盟國發動「火炬行動」（Operation Torch）後迅速占領此地。由這點來看，當時摩洛哥的志願軍（「一般稱為摩洛哥抵抗戰士」，是站在同盟國的一方的。
在摩洛哥北部一個較小的地區，稱為「西班牙摩洛哥」。這裡是屬於西班牙的保護地區，在整個二次大戰時期保持中立，國際性的歷史名城「丹吉爾」也是如此。

### 利比里亚
战争初期，利比里亚允许盟军进入其领土。它被作为军队及从巴西帕納米林（北里约格朗德的纳塔尔附近）送往北非物资的中转站。更重要的是，它是战争期间盟军唯一的橡胶来源，而东南亚的种植园全部都被日本控制了。由于其对运输设施的重要性及其经济价值，这一物资资源显得十分重要。当富兰克林·罗斯福参加卡萨布兰卡会议后访问了并会见了爱德温·巴克利总统，利比里亚的战略地位也得到了重视。
尽管其一直帮助盟军，但利比里亚一直不愿结束中立国的官方态度。直到1944年1月27日，利比里亚政府才正式向德国宣战。

## 西亚

### 黎巴嫩
二戰期間，黎巴嫩受到法國的直接控制。1940年6月，納粹德國迅速擊敗法國，並且扶植附庸政權維希政府，與納粹德國簽訂投降協定。故此，黎巴嫩亦落入軸心國集團。後來盟軍成功從維希法國奪取黎巴嫩。1943年11月22日宣佈從法國獨立。

### 伊朗
在大戰開始的初期，同盟國要求伊朗驅離境內的德國國民。肇因於擔心其為納粹的間諜，或有害於英國在此擁有的石油資源。但是國王（波斯文为ضاشاه پهلوی）拒絕承諾此事，因為其對納粹毫無辦法。至今伊朗人仍對於英國控制其石油資源，並將勢力範圍擴及到伊朗國家和人民一事感到厭惡，也因此對德國產生了同情心。然而，伊朗和大多數的國家一樣，並不曉得在之後會發生猶太人大屠殺事件。
德國在此時對於石油的需求量增加，而同盟國因此擔心德國將會仰仗處於中立的伊朗協助。很快的同盟國開始懷疑伊朗的中立性，並且對驅逐在伊朗境內工作的德國人一事，給伊朗國王下了最後通牒，但他又再度拒絕了。在1941年8月，英國與蘇聯軍隊進入伊朗（此舉稱為Operation Countenance，即「贊同行動」)，逼迫禮薩·汗退位。其後王位由他的兒子穆罕默德·禮薩·巴列維繼任，而巴列維則樂意對抗軸心國勢力。在幾個月內，伊朗參與了戰爭成為同盟國成員，也成為知名的「勝利之橋」（The Bridge of Victory）。
伊朗的地理位置對同盟國來說同樣十分重要，此處的阿巴斯港提供了蘇聯遠洋航線（blue water route，海事專用名詞）取道至此的補給，亦構成了一條專門的鐵道路線。這個補給線有個眾人熟悉的名稱就是「波斯走廊」（Persian Corridor）。蘇聯政府以名詞「鼓動宣傳」形容的思想觀念，也逐漸進入伊朗地區，並且幫助其在1942年初期建立了隸屬於「第三國際」的「人民黨」（Tudeh Party）。  	
在1942年1月，英國與蘇聯同意在戰後的六個月內將終止其占領行為。
蘇聯在伊朗的阿塞拜疆族與库尔德族地區挑起反叛行動，很快的在1945年12月就組成了「亞塞拜然共和國」，以及維持不久的「库尔德人民共和國」（کۆماری مەھاباد），這兩國皆是由蘇聯控制的領導人執政。然而在戰爭時期，由美國、英國與蘇聯協議的1946年1月撤退期限到了之後，蘇聯部隊仍駐紮在伊朗。  （页面存档备份，存于）

### 伊拉克
伊拉克對英國的重要性，在於其位處於通往印度的要道上，並且也具有提供石油資源的戰略位置。在一次大戰結束時趕走了「鄂圖曼帝國」之後，此地就受到著名的英國皇家空軍「海本尼亞空軍基地」保護（Royal Air Force base at Habbaniya），並且維持英國在此支持的政權。
因為英國在戰爭初期呈現疲弱不振的狀況，伊拉克背離了「英國－伊拉克」聯盟。英國最高領導曾要求遣送增援部隊到伊拉克，而伊拉克當時的首相「Nuri-es」告知英國，允許他們遣送一支小型武裝部隊到其境內，但也因此他在1941年4月德國突襲時，在拉希德·阿里（親軸心國）的要求下被迫辭職。在此之後英國增援部隊至伊拉克的請求，就全部被新政府否決。
新崛起的政權開始暗中與軸心國談判，德國很快的就做出回應，並在德國空軍的戒護下，派遣了軍隊經由敘利亞到達巴格達。
肇因於此，印度軍隊在1941年4月中旬入侵巴格達，並在5月進駐「海本尼亞空軍基地」。伊拉克軍隊也對基地進行攻擊，但很快就投降了，拉希德·阿里也因此逃出伊拉克。1942年英國逼迫伊拉克對軸心國宣戰，而英國的武裝勢力也仍然繼續保護那些重要的石油資源。
英國與印度在伊拉克的行動，應該結合在伊拉克鄰近的敘利亞和波斯（伊朗）發生的事件一起觀察。

### 沙地阿拉伯
儘管沙地阿拉伯在戰事之中宣佈中立，但憑著它豐富的資源，沙地阿拉伯仍能在二戰中向同盟國提供大量的石油。 當時國王阿卜杜勒·阿齊茲·沙特儘管不滿英國和法國在中東的政治活動，但由於他與美國總統羅斯福是私下的好友（羅斯福曾在1945年的國事訪問中向國王送上輪椅作為禮物），故此他统治的沙地阿拉伯立場倾向同盟國。

### 敘利亞
敘利亞在戰時受法國控制。自從法國在1940年向德國投降後，英國首相邱吉爾擔心德國利用敘利亞威脅英國在伊拉克的石油利益。在英國預料之下，德國提供戰機給伊拉克的親德政權，企圖侵犯英國利益。1941年6月8日，英國和自由法國聯軍出兵敘利亞，6月21日佔領大馬士革。在敘利亞的維希法國軍隊隨後在同年7月14日向盟軍投降，英國一直占領敘利亞直至戰爭結束。

### 約旦
約旦作為英國的一個保護國，故此約旦軍隊在英國的指揮下抵抗軸心國集團的入侵與擴張。

### 土耳其
在二戰爆發初期，雖然土耳其保持名義上的中立，但土耳其卻不斷向納粹德國提供許多原料諸如鐵礦及石油。直到戰爭後期軸心國戰敗已成定局，土耳其政府才匆匆於1945年2月向德國宣戰，以求穩住土國日後在聯合國的議席。可是，土耳其事實上並沒有派遣任何軍隊參與任何一場戰事。

### 阿曼
阿曼的統治者於1939年9月10日向納粹德國宣戰。在英軍的指揮下，阿曼軍隊在中東戰區向德國作戰。

### 也門
當時的也門分裂為北也門和南也門。北也門在二戰期間維持了中立政策，並沒有捲入戰爭。 而南也門則在英國的控制下加入了同盟國，對抗軸心國軍隊。

### 阿富汗
阿富汗的國王成功地將自己的國家處於中立的狀態，避免將國家捲入戰爭的任何一方。在二戰期間，阿富汗憑著石油價格的上升及貿易的增加而變得越來越富有。

### 巴林
巴林在二戰期間是英國的保護國。故此巴林的酋長於1939年9月10日向納粹德國宣戰，加入同盟國陣營。巴林的軍隊在英國的指揮下在中東戰區內作戰，抵抗軸心國。

## 亞太地區

### 中華民國
中華民國早在1931年9月18日起就已经和日本發生軍事衝突，包括瀋陽的九一八事變及上海的一二八事變。1936年西安事變後中國國民黨與中國共產黨和談，結束內戰。1937年7月7日發生卢沟桥事變，抗戰全面爆发。到1941年止，中國獨自對付日軍的入侵，此時重要戰役有淞滬會戰、徐州會戰、武漢會戰及長沙會戰。1941年12月，太平洋战争爆发后，中華民國獲得同盟國協助，正式對日本宣戰。1942年初派遠征軍前往缅甸，協助英国對抗日军。1944年日軍發動一號作戰，一度威脅中國陪都重慶。1945年，國軍準備發動反攻。同年8月美國於日本本土二度投下原子彈，日本不久投降，中國獲得勝利，並成为主要的战胜国。
戰爭期間日本占领了许多中国的商业中心和工业资源。中国也付出了惨重的人员伤亡代价，不仅仅是军事人员，也包括无辜平民。日军在中国犯下了许多严重的战争罪行，其中最严重的是南京大屠杀，日本在1937年12月13日占领了当时的中国首都南京后的6个星期内，对平民进行了大规模的杀戮，致使三十多万平民死亡。
中国战区是远东战场的主战场，中华民国在打败日本法西斯的过程中發揮了至关重要的作用，作出了相当的貢獻，牵制了超过100万日本军队。日本军队在中国的伤亡据估计超过110万。战后，中華民國收復東北并接管臺灣，成为联合国安理会五個常任理事国之一。

### 英屬香港
日本自九一八事變後即展開對中國的侵略。1937年7月7日，中國抗日戰爭全面開展，日軍迅速占領 華北及華東大部份地區。由於中國東部沿海一帶落入日軍的控制範圍內，廣東省一帶的華南沿岸地區成為了中國從外地輸入各種物資的重要補給點。為了切斷這條補給線，日軍於1938年10月1日在廣東大亞灣登陸，並迅速攻占鄰近地區。當時部份日軍駐守於 深圳河以北，與英軍為界。英國明白最終會與日本一戰，遂於1937年後逐步加強香港的防衛，包括修建醉酒灣防線及其他防禦工事，又從加拿大增派援軍。
1939年，日本與納粹德國及法西斯義大利結盟。二戰爆發後，當時同盟國之一的英國亦於不久後向軸心國之一的德國宣戰。日本海軍偷襲美國太平洋上的珍珠港後數小時，亦即1941年12月8日香港時間早上8時，日軍穿越深圳河南下進攻香港，同時轟炸啟德機場。12月18日由九龍進攻北角，12月19日抵兵黃泥涌峽。
1941年12月25日，在港督楊慕琦帶領之下，一眾英國殖民地官員渡海親身前往被日軍占據的半島酒店的三樓的日軍總司令部投降。雖然當時的香港政府及其下的主力部隊悉數投降，可是在新界的地區一些軍、民仍不斷進行零星的遊擊戰，繼續抵抗日軍。
1945年8月15日日本投降，英國未有理會國民政府的反對，重新接收香港及恢復對香港的管治，又稱香港重光。

### 葡屬澳門
縱使日本軍隊在太平洋戰爭爆發後不久立即進攻並占領英國殖民地─香港，但日軍在最初的時候並沒有直接干預葡萄牙殖民地─澳門的事務。不過縱使澳門與葡萄牙一樣在二戰中保持中立，但澳門當局仍然無法阻止日本勢力的伸入。1943年，日本強迫澳門政府委任日本人作為政府的顧問，其後日本又強迫葡萄牙解除澳門的武裝力量。然而，澳門從未被日本占領。

### 日本
日本是軸心國在遠東及太平洋戰區的重要代表。日本早於十九世紀中期已經萌生征服中國大陸的意圖，到後來更發展成為征服全球。日本首先出兵吞併琉球群島並改稱沖繩，其後又在中日甲午戰爭擊敗中國，迫使中國簽署馬關條約，同意割讓台灣及澎湖、以及將其勢力伸入朝鮮半島及滿洲南部。1910年，日本強行與朝鮮合併，朝鮮自此成為日本的殖民地。
1931年9月18日，日本關東軍發動九一八事變，占領瀋陽以及整個东北。不久，日本關東軍扶植溥儀建立傀儡政權，並不斷從東北向南侵，企圖侵吞華北。1937年7月7日，日本發動卢溝橋事變，決定全面侵華。1941年12月8日，日本突襲美國的海軍基地珍珠港，使美國加入同盟國，正式向軸心國宣戰，並掀起太平洋戰爭。除此之外，日本又向南侵，擊敗西方國家在東南亞的殖民地及軍隊，繼而占領了東南亞。日本的帝國版圖發展到全盛的階段。
直到第二次世界大戰後期，日本石油及物資供應開始日益短缺，而中國軍隊開始由對峙轉入反攻。與此同時，美國又分別轟炸東京、大阪、神戶與其他重要城市及向廣島與長崎投下原子彈。1945年8月8日，蘇聯亦介入遠東的戰事，攻撃駐守東北的日軍。最後，日本於1945年8月15日宣佈接受波茨坦公告，同意無條件投降。

#### 日屬台灣
早於1895年中日甲午戰爭，中國已根據《馬關條約》割讓臺灣、澎湖及其附屬島嶼於日本。而台灣則進入長達五十年的台灣日治時期直至二戰結束。二戰爆發，美國內部對日本的戰略產生分歧：一是由海軍尼米茲主張的占領台灣方案；二是由陸軍麥克阿瑟主張的跳島戰略，美國政府選擇了後者，進而造成台北大空襲、台灣沖航空戰等等事件發生，同時也造成沖繩的犧牲。美國1943年11月，中、美、英聯合發表《開羅宣言》，宣布“日本自中國人所得到的所有領土，比如滿洲、台灣及澎湖群島，應該歸還給中華民國”。1945年日本戰敗後，臺灣、澎湖由中華民國接管。1951年，日本簽訂《舊金山和約》放棄臺灣、澎湖，但未言明將臺灣、澎湖割讓給任何國家。

### 朝鮮
1894年中日甲午戰爭發生以前，朝鮮尚是清廷的藩屬國，是中國的勢力範圍，而日本此時則視朝鮮為侵華的跳板。1895年，中國於甲午戰爭中對日作戰失敗，被迫簽訂馬關條約，當中規定承認朝鮮的獨立地位。1896年，朝鮮脫離與清帝國的冊封關係，改國號為大韓帝國，此後朝鮮變相淪為日本的殖民地。1910年8月29日更完全被日本兼併，成為日本國的一部份。尽管朝鲜半岛为日本所控制，在中国流亡的大韩民国临时政府在1941年后被盟军承认拥有对朝鲜人民法理上的主权。该临时政府于1941年12月9日对德日宣战，并派遣其规模甚小的朝鲜解放军参加盟军在中国和东南亚战场的作战。1945年，朝鲜解放军准备和美军共同展開进入朝鲜半岛的军事行动，但在先头部队开拔前的几天，战争已经结束了。
二戰結束後，朝鮮半島被一分為二，以三八線為界線。三八線以北為亲苏势力控制，成立了朝鮮民主主義人民共和國的共產主義政權。此線以南為親美势力成立的大韓民國。

### 蒙古
二戰期間，蒙古（外蒙古）是由親蘇聯的衛星國統治，但中華民國在二战期间一直不承認外蒙古獨立。蒙古一直提供物資與蘇聯紅軍。1939年，日本軍隊駐守中國北部，準備入侵蒙古東部，促使日蒙戰爭爆發。
面對蘇蒙聯軍的反攻，日本遂與蒙古簽署協議，承認蒙古的「領土完整」，不再入侵蒙古，但保留部份軍隊駐守蒙古邊境。隨著蘇聯因應抗德而從東部撤軍，蒙軍在戰爭上突顯出戰略的重要性。
二戰結束前，即1945年8月10日，蒙古再向日本宣戰，以及參與蘇聯進占被日本占領的中國東北領土。

### 滿洲國
早於抗日戰爭全面爆發，日本便視東北為侵略中國大陸的跳板。1931年9月18日，瀋陽發生九一八事變，日本關東軍用了不足半年的時間占領了中國东北之地（舊稱滿洲）。由於此舉受到了國際輿論的非議，日本不敢悍然武力占領滿洲全境，於是企圖建立傀儡政權以示日本並非「侵略」中國，而是支持滿洲人「獨立自主」。滿洲國便在此一背景下於1932年3月1日成立，成為由日本扶植的附庸國。國家由中國清廢帝溥儀出任「國家元首」，實際權力由日本控制，允許日本關東軍在滿洲國駐紮，而首都設於長春，定年號大同。
1934年3月1日，改「滿洲國」為「大滿洲帝國」，溥儀稱帝，改年號為康德元年，代表日本繼續控制中國東北。該國對戰爭貢獻甚微，但是直至1945年，一直作為日本的忠實盟友。1945年8月8日，蘇聯對日本宣戰，滿洲國隨即被入侵並滅亡。該國的領土在戰後歸還中國。

### 圖瓦人民共和國
圖瓦原是清朝的唐努烏梁海，辛亥革命時自行宣佈獨立，其後被帝俄和蘇俄先後控制，建立「圖瓦人民共和國」，成為蘇聯的衛星國政權。在蘇聯向德國宣戰後三日，圖瓦在1941年6月25日也向德國宣戰。圖瓦在1944年10月11日加入蘇聯，圖瓦自此被蘇聯吞併。

### 新加坡
新加坡是英国的皇家领地，位于连接亚欧航线的战略要地。基于以上原因，日本在从1942年2月7日持续到2月14日的新加坡战役中占领该地。新加坡被改名为「昭南島」，并一直处于日本占领下直至战争在1945年9月结束

### 菲律賓
1941年，菲律宾列岛处于半独立状态，菲律宾军队被美国将军道格拉斯·麦克阿瑟所指挥。  	该国是最先被日本入侵的国家之一，菲律宾军队和美军坚持了顽强的抵抗[参见：菲律宾之战1941-42]。麦克阿瑟后来将总部撤往澳洲，并在那里做了他著名的声明「我离开了巴丹，但我会回来的」。在菲盟军于1942年5月8日在Corregidor正式投降。1944年10月，在麦克阿瑟指挥下，盟军重返菲律宾，并进行了雷伊泰灣海戰，徹底擊潰日本海軍。1946年7月4日，美国准许菲律宾的完全独立地位。

### 斯里蘭卡
屬於英國殖民地的斯里蘭卡(又名錫蘭)在二戰中成為盟軍在南亞對抗日軍入侵的海軍基地。1942年4月5日，超過三百架日本軍機突然空襲斯里蘭卡。當時的英國首相邱吉爾稱空襲為最危險的時刻，並估計日本打算重演珍珠港事件及其所取得的輝煌戰績，企圖一舉擊沉實力龐大、稱霸全球的英國海軍。英國遠東艦隊失去一艘航空母艦、兩艘巡洋艦和兩艘驅逐艦，皇家空軍失去中隊，英艦撤退至東非直至1944年。

### 尼泊爾
尼泊爾於1939年9月4日向納粹德國宣戰，並且向英國提供廓爾喀部隊。

### 東帝汶
1942年早期，雖然澳洲和荷屬東印度群島警告日本將入侵東帝汶，但宗主國葡萄牙對二戰仍保持中立。為維護荷屬西帝汶的利益，澳洲及荷蘭在東帝汶登陸和占領該地，但葡軍及東帝汶人民都沒有反抗。數星期後，日軍登陸東帝汶，但不能鎮壓盟軍和當地人民頑強的反抗。在東帝汶戰役中，估計有40,000-70,000東帝汶人民被日軍所殺。

### 荷屬東印度群島（印尼）
荷屬東印度群島（即現時的印尼）的豐富石油資源是日本在此攻擊盟軍勢力的主要目的。在盟軍在1942年3月於荷屬東印度群島被日本打敗前，皇家荷蘭海軍和荷屬東印度群島軍隊是「美英荷澳聯合司令部」的一部份。日本占領荷屬東印度群島後，荷蘭軍隊和戰艦逃至澳洲，繼續與日本作戰，直至戰爭結束為止。

### 泰國
泰國在戰時是日本唯一在亞洲的盟友（其餘皆為傀儡政權）、亦是納粹德國除了日本外，在亞洲的另一位軸心國成員，當時由首相銮披汶·颂堪執政。當戰事發生在歐洲時，泰國仍置身事外。不過後來，泰國借法國戰敗而奪取部份法屬印度支那的土地，因而與納粹德國控制的維希法國發生衝突，釀成泰法戰爭。其間納粹德國和泰國是貿易伙伴，主要泰國提供橡膠等資源予日本和歐洲的軸心國。1941年12月8日，日本入侵泰國，但頌堪要求停戰，但日本發出條件，要么加入三國同盟條約、和日本軍事合作、可以抵抗日軍。頌堪同意和日本結盟，但拒絕簽署三國同盟條約，並容許日軍通過泰國，以從日本換取更多利益。並在1942年1月25日向英美兩國宣戰。有泰國人基於國家利益支持日泰結盟，但亦有人發動「自由泰人运动」抵制日本侵略。當日本在戰末敗局已定，頌堪便被人民推翻，自由泰人控制的政府接掌政權。1945年8月15日，日本投降。隔日，泰國宣佈「對英美宣戰宣言無效」，因而沒有被同盟國起訴，並成為了整個二战最後一位向盟軍停战投降的軸心國成員。

### 馬來西亞
二戰初期，馬來西亞仍然受到英國的殖民主義管治。太平洋戰爭爆發後，日軍大舉南侵東南亞，馬來西亞亦不能倖免。在1942年至1945年期間，馬來西亞落入日本手中。馬來西亞共產黨在抗日戰爭期間組織「馬來亞人民抗日軍」，成為東南亞各國中最有戰鬥力的抗日軍事力量。

### 印度
超過250萬的印度公民參與二戰，成為由志願服役者所組成的最大軍團。
1939年9月12日，印度中央議會的上議院送出一份讚揚波蘭的電報。在同一天Aga Khan（印度伊斯蘭領袖）將其權力歸於印度政府。
「印度第五師」在移防至利比亞對抗德軍之前，是在「蘇丹」（現為蘇丹共和國）與義大利作戰，此軍團稍後又移防到伊拉克進行保護油田的工作。在此之後這支隊伍又轉戰至緬甸前線，並與其他八支印度部隊結合，然後占領了馬來半島。最後他們移師到爪哇，目的是解除占據於此的日本駐軍武裝勢力。
「印度第四步兵師」在移師到義大利之前，是在南非、敘利亞、巴勒斯坦與塞普勒斯等地進行戰事。之後聯合了第八師與第十師參加拿下「卡西諾山」（Monte Cassino）的任務，在這之後又搬師到希臘。
超過了36000名以上的印度軍隊成員在行動中死亡或失蹤，而戰爭期間的傷者則有64354名。有4000位印度官兵因為其英勇精神受到獎勵，並有31人獲得了「維多利亞十字勳章」（Victoria Cross，屬於英國軍隊最高榮譽）。
印度也成為同盟國攻擊行動與軍事訓練的基地，並作為大後方提供英國與不列顛國協大量食物、物資與人員的補給需求。
大約有40000名印度人組成的「印度國民軍」是為日本而戰，而納粹德國也吸納了大約2,000名印度人至「老虎軍團」（Tiger Legion，專由印度人組成，亦稱Free India Legion）。

#### 安達曼群島／尼科巴群島
1942年3月23日，日军入侵印度安达曼群岛和尼科巴群岛。1943年12月，日本扶植的傀儡政權「自由印度临时政府」成立。安达曼群岛被重命名为沙希德群岛，而尼科巴群岛则被改为撒瓦拉吉群岛。日占期间，当地居民与日军多有交战。1945年10月6日，群岛被英国重新占领。

### 斐濟
在二戰期間，斐濟是英國的殖民地。故此斐濟的軍隊在盟軍的指揮下抗擊日本的入侵。

### 新西蘭
作为最先对德宣战的国家之一（1939年9月3日），新西兰在参加太平洋地区作战的同时向欧洲战场派遣了部队。雖然軸心國之一的日本將新西兰本岛劃為大東亞共榮圈的一部份，但直到戰爭結束該國都没有受到任何攻击，不過该国军队的人均伤亡比率是英联邦国家中最高的。

### 東加
東加的女王萨洛特·图普三世將國家所有的資源投入二戰並出售予英國，並成為二戰中對盟軍保持始終如一的忠誠支持及援助。

### 澳洲
澳洲為第一批向德國宣戰的國家之一（在1939年9月3日）。不管男或女，有超過一百萬名的澳洲人參與了二次大戰的戰事。雖然其備戰不足，但澳洲政府仍迅速派出一隊「皇家澳洲空軍」為英國皇家空軍服役。「皇家澳洲海軍」在1940年6月參戰後，則開始進行了對抗義大利的戰事。在同一年稍後的時間，「澳洲陸軍」加入在北非與歐洲對抗義大利和德國的戰場。德國潛水艇與預備艦隊（auxiliary cruiser），在整個戰爭期間都在澳洲海域運作。澳洲次數最密集的戰事，是1941年底對上日本時爆發。澳洲大陸第一次直接受到攻擊是在1942年2月19日，當時日本在「達爾文市」進行了主要的轟炸攻擊行動，並在1942年至1943年期間也對澳洲北部許多其他城市進行空中襲擊，而軸心國的艦隊與潛水艇也以澳洲附近的船隻和海岸為目標，發動了襲擊攻勢，其中還包含了一艘主要的潛水艇攻擊「雪梨港」的行動。
在戰爭剩餘的期間裡，澳洲戰事的重點集中在遠東與西南太平洋的戰區－包含了1942年1月在馬來半島、荷屬東印度群島與澳屬新幾內亞。在7月份海外澳洲陸軍歸隊壯大軍容之前，為數不多隸屬於澳洲陸軍的預備志願軍，則在試圖控制「科科達小徑戰役」（可參考珊瑚海戰役）局勢時陷入了苦戰。在1942年8月進行的「米爾恩灣戰役」中，澳洲步兵成為戰爭期間，第一個打敗日本地面部隊的同盟國軍隊。而痛苦且致命的「新幾內亞戰役」幾乎占據了所有澳洲武裝力量的注意力，直到1945年。在同年稍後的時間，因為戰爭即將進入尾聲，澳洲的軍事力量領導了「婆羅洲戰役」（Borneo campaign）。

## 美洲及加勒比海地區

### 美國
雖然美國與同盟國保持聯繫和對同盟國提供不同程度的協助，但它在戰爭初期一直保持中立。但其後日本偷襲夏威夷珍珠港，美國加入第二次世界大戰，在1941年12月8日向日本宣戰，德國和意大利隨即向美國宣戰。美國在戰爭中扮演重要的角色，大大協助同盟國擊敗德國和日本。戰後，美國繼續參與歐洲安全事務，以及提供經濟援助，重建受戰火摧殘的歐洲國家。在世界政治上，美國組織北大西洋公約組織，成為西方盟友的領袖，以及主導聯合國及擔任安全理事會常任理事國的席位。

### 加拿大
（在二次大戰時，「紐芬蘭暨拉布拉多省」並不屬於加拿大，相關資訊可見「紐芬蘭島」）。
1939年9月10日德軍入侵波蘭的「波蘭九月戰役」（Polish September Campaign）發生的幾天內，加拿大就對德國宣戰。和第一次世界大戰一樣，加拿大部隊是聽從英國的指揮，並且在同盟國於歐洲的戰役中扮演了重要的角色。加拿大的武力在對抗德軍空襲的行動上貢獻良多，包括了不列顛戰役、大西洋海戰（Battle of the Atlantic）、義大利戰役（Italian campaign）、諾曼第戰役與斯海爾德河爭奪戰（Battle of the Scheldt），並且在「橫渡萊茵河」行動前後都持續進行作戰。在義大利，一支陸軍軍團在1944年6月開始進入戰場，並在1944年6月於諾曼第推進的同時會師，從一個師開始集結到1944年7月已經成為完整的部隊，並在1944年8月啟動了一組陸軍軍團伍進行地面作戰，此軍團是由數個接受共同指令的國外部隊所組成，除了加拿大之外亦包含了數個來自英國、波蘭、荷蘭與美國的武裝部隊。
在前一批隊伍於2月份自義大利回到加拿大之後，1945年3月加拿大第一與第二軍團，同時接受來自位於荷蘭的加拿大陸軍給予的指令。自1941年開始，加拿大軍隊亦參加在英國領地對抗日本武力的行動，特別是在原本兵源不足的香港展開部屬行動，最後終於摧毀了日本勢力。當1944年底歐洲戰事結束之後，許多「皇家加拿大海軍」的船隻與士兵自大西洋移師，加入了「英國太平洋艦隊」。大約有一百萬名的加拿大人，在二次大戰時入伍服役。

### 紐芬蘭
在二戰期間，英屬「紐芬蘭暨拉布拉多省」是分開自治的區域，並且尚不屬於加拿大。其在1939年9月4日對德國宣戰後參戰。因擔心德國占領紐芬蘭是作為攻擊加拿大的前奏，在1940年加拿大總理威廉·萊昂·麥肯齊·金與紐芬蘭總督Humphrey T. Walwyn，進行了關於鞏固紐芬蘭海岸防禦部屬的談判事宜。儘管他們是政治分離的政體（但又同屬英邦聯），但紐芬蘭防禦工事與護衛隊與加拿大陸軍進行了合併，雙方政府都同意組合這個軍隊以作為海防戰役的軍事力量。根據部分英美「租借法案」的協議，美國被允許在「紐芬蘭暨拉布拉多省」境內的「阿金夏」（Argentia）、「史提芬維爾」（Stephenville）與「聖約翰」（St. John）地區，建立海軍與空軍基地。
紐芬蘭人被鼓勵入伍至英國與加拿大軍隊，在邱吉爾讚譽紐芬蘭人為：「世界上最棒的小艇水手。」的號召下，約有3500人加入了皇家海軍。皇家砲兵部隊組成了兩支軍隊，分別是於北非與義大利作戰的「紐芬蘭區第57號部隊」（之後變為第166），以及服役於英格蘭沿海砲兵單位其後又加入諾曼第與歐洲西北戰區的「紐芬蘭第59號重砲部隊」。其餘的700名紐芬蘭參軍者服役於皇家空軍部隊，也就是受人矚目的「紐芬蘭第125號中隊」。大約有15000 的紐芬蘭人活躍於勤務方面的工作，並且有數千餘人從事具危險性的商船補給工作。大約有900位的紐芬蘭人（其中包含了至少257位商船水手），在戰鬥中喪失了性命，並且超過100位平民在德國潛水艇「U-潛艇」擊沈「馴鹿號」時喪生。
在二次大戰期間，紐芬蘭是唯一在北美受到德軍直接攻擊的地區，德軍「U-潛艇」攻擊了四架屬於同盟國的「散裝礦砂船」，亦攻擊了位於紐芬蘭「鐘島」載卸貨物的碼頭地區。1942年9月5日代號為「薩嘎那嘎號」（Saganaga）與「羅德士達孔拿號」（Lord Strathcona）的兩艘貨輪，被「U 513」擊沈。之後在1942年11月2日，「U 518」又擊沈了「Rosecastle」與「P.L.M 27」兩艘船隻，並造成了69人喪命。

### 墨西哥
墨西哥迫于来自美国的政治压力，在兩艘墨西哥运油船在墨西哥湾沉没后于1942年6月1日对德國宣战（据说德国潜艇应对运油船的沉没负责，但另有消息称美国为了迫使墨西哥对德宣战而击沉了这些船）。墨西哥空军的第201战斗机中队（Escuadrón Aéreo de Pelea 201）与美国第五空军一起在西南太平洋作战，直到战争结束。此外，墨西哥也庇護了大量原先因西班牙內戰逃至西歐各國的難民。

### 巴拿馬
巴拿马在战争期间一直处于美国的控制之下，使美国海军部隊得以迅速在太平洋到大西洋之間移动及部署。

### 巴拉圭
二戰初期，巴拉圭在獨裁主義政府的領導下相當同情及支持軸心國集團；國內的德國社群亦普遍支持納粹主義。儘管意識形態上推使巴拉圭將會加入戰團支持德國，但在美國總統羅斯福透過對巴拉圭提供軍事及經濟援助，最終使巴拉圭在二戰仍然保持中立。1945年2月2日，巴拉圭在德國即將潰敗之前向軸心國宣戰。

### 秘魯
與其他大部份的南美國家一樣，秘魯政府在二戰中保持中立。日本偷襲美國海軍基地珍珠港後，秘魯成為第一個向軸心國集團宣戰的南美國家。由於秘魯在地理位置上極為接近巴拿馬運河，以及有充足的能力生產軍用飛機，又出產大量的石油，故此秘魯成為美國重要的空軍基地。

### 阿根廷
在軍政府的统治下，阿根廷最初是一個與軸心國建立親密關係的南美國家。可是基於政治利益與現實，阿根廷在軸心國敗局漸呈的情況下向德國及其盟友宣戰。但据说与德國依然有密切关系，如战争结束前大量德國高层去向阿根廷。

### 玻利維亞
1943年12月4日，玻利維亞 正式加入同盟國陣營並向德國宣戰。可是，玻利維亞總統在向德國宣戰後不久卻在一場軍事政變中被推翻。縱使繼任的新總統在政治理念上是同情及支持法西斯主義，但在政治利益及外交壓力下，玻利維亞的新總統仍然繼續向德國宣戰，並且鎮壓法西斯主義的支持者。玻利維亞在戰爭中向同盟國提供原材料及能源。

### 烏拉圭
乌拉圭在二战的大部分时间保持中立，但后来加入同盟国行列。1939年9月4日，乌拉圭總統縱使不支持軸心國集團，但她仍然宣布中立。乌拉圭的中立行为包括以巴拿马宣言为依据，建立了一个从海岸线向外延伸300英里的隔离区。但交战双方都没有承认根据宣言而建立的该隔离区。1939年12月，英国战舰和德国舰船Admiral Graf Spee号在距乌拉圭海岸不远的水域交战，促使几个拉美国家联合对双方作出了抗议（Admiral Graf Spee号在乌拉圭首都蒙得维的亚寻求避难，要求在中立港口受到保护，但不久被驱逐）。1942年初，烏拉圭宣佈中断与軸心國的外交关系。1945年2月15日，乌拉圭在战争接近结束之際向軸心國宣戰。

### 委內瑞拉
縱使委內瑞拉政府最初同意向同盟國提供大量的石油資源，但委內瑞拉仍然宣佈中立，並沒有介入任何戰事。直到二戰後期，委內瑞拉才正式向納粹德國及其餘軸心國宣戰。

### 巴西
1938年5月，在巴西發生了法西斯整體主義運動份子引導的未遂政變。政變失敗後，巴西政府聲稱，德國駐巴西大使卡爾·裡特爾博士曾參與未遂政變，並宣布他為不受歡迎的人士。巴西指控德國支持整體主義份子政變。這件事的影響了羅斯福政府，因為它引起了德國的野心並不只局限於歐洲，而是整個世界的擔憂。在瓦加斯的獨裁統治下，巴西在二戰中一直保持中立至1942年初。不過，自德國在大西洋和珍珠港擊沉巴西船隻後，巴西改為支持反法西斯同盟，在1942年向德國和意大利宣戰。巴西幫助同盟國在南大西洋執行巡邏工作，以及在1944年派遣軍隊遠赴歐洲參戰，是當時唯一派兵至歐洲戰場的南美洲國家。當時，巴西軍隊更聯同美國軍隊，共同參與意大利戰役，直至戰爭結束為止。

### 智利
在二戰初期, 縱使智利選擇在戰爭中保持中立，但智利仍然與納粹德國保持親密的貿易關係，諸如向德國出售原材料。可是到了戰爭後期，智利開始與軸心國集團保持距離，其後更解僱親德的軍事官員。1943年，智利更中斷了它與軸心國的聯繫。1945年，智利向日本宣戰。

### 哥倫比亞
自珍珠港事件發生後，哥倫比亞迅速與軸心國中斷外交關係。1943年，德國潛艇炸毀了一隻哥倫比亞的船隻，促使哥倫比亞宣佈與德國進入交戰狀態。哥倫比亞将德國大使驱逐出境。

### 哥斯達黎加
哥斯達黎加在二戰後期加入了同盟國。哥斯達黎加在左翼政權的影响下早已對納粹德國持敵對態度，並且開始在國內推行多個措施以減低德國在該國的影響力。珍珠港事件發生後，哥斯達黎加與美國站在一起，迅速向日本及其他軸心國宣戰。哥斯達黎加在二戰期間容許美國在哥斯達黎加建立一個空軍基地。

### 洪都拉斯
二戰爆發初期，洪都拉斯與其他大部份的南美國家一樣在戰爭中保持中立；直到日本偷襲珍珠港後，洪都拉斯才與美國站在一起，加入同盟國陣營。1941年12月8日，洪都拉斯向日本宣戰；12月13日，洪都拉斯再向德國及意大利宣戰。洪都拉斯在戰爭中的貢獻包括向盟軍提供食物及原料，但它並沒有派出任何軍隊參與二戰的戰事。

### 尼加拉瓜
二次大戰期間，尼加拉瓜是美國的親密盟友，並且迅速於珍珠港事件發生後向日本宣戰。三日後，亦即1941年12月11日，尼加拉瓜向德國及義大利宣戰。12月19日，尼加拉瓜亦向其他軸心國諸如保加利亞、 羅馬尼亞及匈牙利宣戰。

### 古巴
古巴於1941年12月8日加入同盟國並向日本宣戰。12月11日，古巴又向德國及意大利宣戰。為了保護同盟國船隻於加勒比海的進出入，美國位於古巴關塔那摩灣的海軍基地變得十分重要。1943年5月15日，古巴軍艦擊沉了一艘出沒於哈瓦那的德國潛艇，但古巴從未正式派遣軍隊參與任何軍事行動。

### 多明尼加共和國
多明尼加共和國是一個在戰爭後期加入同盟國的加勒比海國家。

### 厄瓜多爾
厄瓜多爾是另一個在二戰後期才加入反法西斯同盟國的南美國家。它於1945年2月2日向軸心國宣戰，並且容許美國使用其海軍基地。

### 薩爾瓦多
薩爾瓦多由1931年至1944年期間受到一位同情及支持希特拉侵略行動的獨裁者的統治。可是由於薩爾瓦多是一個經濟上嚴重依賴美國的中美洲國家，故此薩爾瓦多在珍珠港事件發生後一日內與美國站在一起，迅速向日本宣戰，並且於1941年12月12日亦向德國宣戰。薩爾瓦多獨裁者從政府機構中驅逐一批日本、德國及意大利的民族主義者。1944年，薩爾瓦多爆發爭取民主自由的學生運動，並且於不久后演變成全國性示威。薩爾瓦多獨裁者被迫辭去總統職務並逃往鄰國危地馬拉。

### 危地馬拉
二戰爆發初期，危地馬拉並沒有介入任何戰事，並且於1941年9月4日正式宣佈在戰爭中保持中立。但後來危地馬拉政府開始嚴厲禁止納粹德國在危地馬拉國內的活動及宣傳。珍珠港事件爆發後，危地馬拉政府於1941年12月9日向日本宣戰；三日後又向德國及意大利宣戰，正式加入同盟國陣營。

### 海地
海地在二戰爆發初期保持中立，直到1941年12月7日日本偷襲珍珠港後，海地於翌日向日本、德國及意大利等軸心國宣戰。海地在二戰期間並沒有派遣軍隊參與任何戰事，但卻向盟國提供食物。海地總統在宣戰期間公佈及實施一些不得人心的緊急措施，遭到反對派強烈的抗議，認為他的措施旨在扩大總統的權力。第二次世界大戰結束後，海地總統被迫下台。